# Огаста-Спрінгс (Вірджинія)
Огаста-Спрінгс (англ. Augusta Springs) — переписна місцевість (CDP) в США, в окрузі Огаста штату Вірджинія. Населення — 236 осіб (2020).

## Географія
Огаста-Спрінгс розташована за координатами 38°6′11″ пн. ш. 79°20′11″ зх. д. / 38.10306° пн. ш. 79.33639° зх. д. (38.103130, -79.336261).  За даними Бюро перепису населення США в 2010 році переписна місцевість мала площу 9,71 км², з яких 9,71 км² — суходіл та 0,00 км² — водойми.

## Демографія
Згідно з переписом 2010 року, у переписній місцевості мешкало 257 осіб у 105 домогосподарствах у складі 75 родин. Густота населення становила 26 осіб/км².  Було 122 помешкання (13/км²).
Расовий склад населення:
| - 97,3 % — білих - 0,8 % — азіатів |

До двох чи більше рас належало 1,2 %. Частка іспаномовних становила 1,9 % від усіх жителів.
За віковим діапазоном населення розподілялося таким чином: 20,6 % — особи молодші 18 років, 62,3 % — особи у віці 18—64 років, 17,1 % — особи у віці 65 років та старші. Медіана віку мешканця становила 42,5 року. На 100 осіб жіночої статі у переписній місцевості припадало 97,7 чоловіків;  на 100 жінок у віці від 18 років та старших — 96,2 чоловіків також старших 18 років.
Середній дохід на одне домашнє господарство  становив 33 332 долари США (медіана — 32 788), а середній дохід на одну сім'ю — 32 306 доларів (медіана — 34 135). За межею бідності перебувало 5,6 % осіб, у тому числі 0,0 % дітей у віці до 18 років та 0,0 % осіб у віці 65 років та старших.
Цивільне працевлаштоване населення становило 32 особи. Основні галузі зайнятості: будівництво — 81,3 %, освіта, охорона здоров'я та соціальна допомога — 18,8 %.